# SGaang Gwaii (Ilha Anthony)
SGaang Gwaii ou SG̲ang Gwaay localiza-se nas ilhas da rainha Carlota, na Colúmbia Britânica, no Canadá. Foi habitada durante dois mil anos pelo povo haida. Está repleta de totems e restos de casas construídas pelos haida.
Foi declarado Património Mundial da UNESCO em 1981, representando 2000 anos de arte e cultura Haida.